# 量化生活
量化生活（Quantified Self）是一个将个人日常生活中用输入、状态和表现这样的参数，将科学技术引入日常生活中的技术革命。其中输入是人体吸收的外界因素，例如消化的食物，空气质量等；状态是人体当前的特征，例如心情、皮肤电活动、脉搏血氧饱和度等；表现是人体表现的行为，分为心理上和物理上的表现。

## 历史
这个运动由《连线》杂志的编辑加里·沃尔夫 和凯文·凯利 在2007年发起, 称作“通过自我追踪进行自我认知的工具开发者和用户兴趣小组”。2010年，沃尔夫在TED大会宣言了他的技术革命。 在2011五月，第一届国际性的学术会议在加利福尼亚州山景市召开。
“量化生活”(Quantified Self)也称作“自我跟踪”(self-tracking)、“生理信息”(body data)或者“生活数据化骇客”(life hacking)。他在this one in the Economist （页面存档备份，存于）和this in Forbes （页面存档备份，存于）等文献中均有描述。

## 方法学
量化生活的主要方法学就是数据收集、数据可视化、交叉引用分析和数据相关性的探索。

## 设备
如下列举了目前最流行的量化生活的应用。由于现代科技的发展，传感器、移动设备、无线连接和电池续航都有了大幅的发展，并且价格越来越低廉，产生了大量不同的量化生活的软件和硬件可供选择。

### 活动监视装置
- BodyMedia FIT（英语：BodyMedia）
- Fitbit Tracker
- Nike+ FuelBand
- Pebble
- Zephyr BioHarness

### 睡眠监视装置
- Fitbit Tracker
- Lark[9]
- WakeMate（英语：WakeMate）
- Zeo

### 生理测量
- Fitbit Aria scale
- Withings body scale

## 反思与争议
人们实践量化生活的最初目的只在利用数据更加精确的掌控自己的生活，但在实际中存在度量工具的消费主义陷阱、心态上被数据裹挟、时间成本上升和过度依赖数据等潜在风险和挑战。
一些人主张更多的关注自身身体和内在的感受，而非让数据代替自己做出判断。
量化行为本身包含的奖励机制可以促进习惯养成与生活方式转变，在不同情境中带来了参考、校准甚至安慰等多重效应；但是一些感性、价值性的体验被量化则存在“物化”的风险，把握量化生活的关键在于平衡工具理性与人文色彩。